# Eleição municipal de Itabuna em 2024
A eleição municipal na cidade brasileira de Itabuna ocorrerá em 6 de outubro de 2024 para eleger um prefeito, um vice-prefeito e 21 vereadores que serão responsáveis pela administração da cidade baiana no mandato a se iniciar em 1° de janeiro de 2025 e com término em 31 de dezembro de 2028. O prefeito titular é Augusto Castro, do PSD. Pela legislação eleitoral, Augusto Castro está apto para disputar a reeleição.

## Calendário eleitoral
| Início        | Fim           | Atividades | Status    |
| ------------- | ------------- | --- | --------- |
| 7 de março    | 5 de abril    | Janela partidária para vereadores trocarem de partido visando concorrer às eleições sem perder o mandato. | Realizado |
| 6 de abril    | 6 de abril    | Data-limite para todas as legendas e federações partidárias obterem o registro dos estatutos no TSE e para todos os candidatos terem domicílio eleitoral na circunscrição em que desejam disputar as eleições com a filiação deferida pelo partido. | Realizado |
| 15 de maio    | 15 de maio    | Início da campanha de arrecadação prévia de recursos na modalidade de financiamento coletivo para pré-candidatos, sem realização de pedidos de voto e obedecendo a regras relativas à propaganda eleitoral na Internet.                             | Realizado |
| 20 de julho   | 5 de agosto   | Realização de convenções partidárias para deliberar sobre coligações e escolher candidatos às prefeituras e aos cargos de vereador. Os partidos têm até 15 de agosto para registrar os nomes na Justiça Eleitoral.                                  | Realizado |
| 16 de agosto  | 16 de agosto  | Início das campanhas eleitorais de forma igualitária, podendo qualquer publicidade ou manifestação com pedido explícito de voto antes da data ser considerada irregular e multada.                                                                  | Realizado |
| 30 de agosto  | 3 de outubro  | Veiculação da propaganda eleitoral gratuita no rádio e na televisão. | Realizado |
| 6 de outubro  | 6 de outubro  | Realização do primeiro turno das eleições municipais. | Realizado |
| 11 de outubro | 25 de outubro | Veiculação da propaganda eleitoral gratuita no rádio e na televisão para o segundo turno. | Realizado |
| 27 de outubro | 27 de outubro | Realização de um eventual segundo turno nas cidades com mais de 200 mil eleitores em que o candidato a prefeito mais votado não tenha atingido a metade mais um dos votos válidos.                                                                  | Realizado |

## Candidatos à prefeitura
| Nº | Prefeito(a)                  | Prefeito(a)       | Prefeito(a)                                  | Vice-prefeito(a) | Vice-prefeito(a)     | Vice-prefeito(a)    | Vice-prefeito(a)                | Coligação Partido(s) | Referências                 |
| Nº | Candidato(a)                 | Partido Federação | Cargo atual                                  | Candidato(a)     | Candidato(a)         | Partido Federação   | Cargo atual                     | Coligação Partido(s) | Referências                 |
| -- | ---------------------------- | ----------------- | -------------------------------------------- | ---------------- | -------------------- | ------------------- | ------------------------------- | --- | --------------------------- |
| 12 | Isaac Nery                   | PDT               |                                              |                  | Kaka da Federal      | PDT                 |                                 | Sem coligação | [ 4 ] [ 5 ] [ 6 ]           |
| 18 | Professora Cleonice Monteiro | REDE              |                                              |                  | Mestra Vanessa       | PSOL Fed. PSOL REDE |                                 | Fed. PSOL REDE (PSOL, REDE)                                                                                                 | [ 7 ]                       |
| 22 | Chico França                 | PL                |                                              |                  | Pastora Rosa Santana | PL                  |                                 | Ouvir, Agir e Mudar PL, PMB                                                                                                 | [ 8 ] [ 9 ] [ 10 ] [ 11 ]   |
| 55 | Augusto Castro               | PSD               | Prefeito de Itabuna (2021-presente)          |                  | Júnior Brandão       | PV                  |                                 | Itabuna Não Pode Parar PSD, FE Brasil (PT, PCdoB, PV), Fed. PSDB Cidadania, PP, Republicanos, PODE, PRTB, Agir, Avante, PSB | [ 12 ] [ 13 ] [ 14 ] [ 15 ] |
| 77 | Pancadinha                   | Solidariedade     | Deputado Estadual pela Bahia (2023-presente) |                  | Diego Pitanga        | MDB                 | Vereador de Itabuna (2022-2023) | A vez do Povo Solidariedade, UNIÃO, PRD, MOBILIZA, DC e MDB                                                                 | [ 16 ] [ 17 ] [ 18 ]        |

### Desistências e impugnações
| Candidato(a)    | Partido Federação | Notas                                 | Referências                 |
| --------------- | ----------------- | ------------------------------------- | --------------------------- |
| Capitão Azevedo | UNIÃO             | Pré-candidatura retirada pelo partido | [ 19 ] [ 20 ] [ 21 ] [ 22 ] |

## Resultados
| Candidato(a)                        | Vice                     | 1º turno 6 de outubro | 1º turno 6 de outubro |
| Candidato(a)                        | Vice                     | Votação               | Votação               |
| Candidato(a)                        | Vice                     | Total                 | Percentagem           |
| ----------------------------------- | ------------------------ | --------------------- | --------------------- |
| Augusto Castro(PSD)                 | Junior Brandão(PV)       | 65.329                | 58,95%                |
| Marcondes Francisco (Solidariedade) | Diego Pitanga(MDB)       | 29.620                | 26,73%                |
| Isaac Nery (PDT)                    | Kaka da Federal(PDT)     | 8.529                 | 7,70%                 |
| Chico França(PL)                    | Pastora Rosa Santana(PL) | 6.833                 | 6,17%                 |
| Professora Cleonice Monteiro (REDE) | Mestra Vanessa(PSOL)     | 513                   | 0,46%                 |
| → Total de votos válidos            | → Total de votos válidos | 110.311               | 95,42%                |
| → Votos em branco                   | → Votos em branco        | 1.571                 | 1,36%                 |
| → Votos nulos                       | → Votos nulos            | 3.212                 | 2,78%                 |
| Total                               | Total                    | 115.607               | 81,53%                |
| Abstenções                          | Abstenções               | 26.195                | 18,47%                |
| Total de inscritos                  | Total de inscritos       | 141.802               | 100%                  |

Gráfico em barra
| Partido | Partido       | Candidato  | Votos   | Votos (%) |
| ------- | ------------- | ---------- | ------- | --------- |
|         | PSD           | Augusto    | 65 329  | 58,95%    |
|         | Solidariedade | Pancadinha | 29 620  | 26,73%    |
|         | PDT           | Isaac Nery | 8 529   | 7,7%      |
|         | PL            | Chico      | 6 833   | 6,17%     |
|         | REDE          | Cleonice   | 513     | 0,46%     |
| Totais  | Totais        | Totais     | 110 824 |           |
| Fonte:  |               |            |         |           |